# Epicauta tricostata
Epicauta tricostata är en skalbaggsart som först beskrevs av Werner 1943.  Epicauta tricostata ingår i släktet Epicauta och familjen oljebaggar. Inga underarter finns listade i Catalogue of Life.